# Foot Locker
Foot Locker, Inc. is een Amerikaanse sportkleding- en schoenenketen, die zijn hoofdkantoor heeft in de wijk Midtown Manhattan in New York. Het bedrijf is in 29 landen over de hele wereld actief. Het bedrijf, voorheen bekend als de Venator Group, exploiteert de Foot Locker-detailhandelsketen van atletisch schoeisel, inclusief 'Kids Foot Locker-' en 'Lady Foot Locker'-winkels. Verder maken Champs Sport, Footaction VS, Eastbay/Footlocker.com en Sidestep er deel van uit. De keten staat bekend om de bedrijfskleding die de medewerkers dragen, die lijkt op een scheidsrechteruniform.

## Geschiedenis
In 1963 kocht 'FW Woolworth Company' de 'Kinney Shoe Corporation'. In de jaren 1960 vertakte Kinney in speciale schoenenzaken, zoals Stylco in 1967, Susie Casuals in 1968 en Foot Locker in 1974. In de jaren 1980 werden ook Afterthoughts, Northern Reflections en Champs Sports in het bedrijf opgenomen. In 1989 richtte de onderneming zich op het vestigen van meerdere winkels in verschillende winkelcentra. Het idee was dat als een bepaald concept mislukte in een winkelcentrum, het bedrijf dat snel kon vervangen door een ander concept. Het bedrijf wilde tien winkels in elk van de belangrijkste winkelcentra van de Verenigde Staten, maar dat was in 2020 nog steeds niet het geval.
In 1988 begon de vennootschap een aparte onderneming in de staat New York genaamd de 'Woolworth Corporation'.  Dit bedrijf werd verantwoordelijk voor de Foot Locker-winkels en de andere ketens. Een van de eerste stappen was de overname van de Champs Sports, waarna Woolworth's zichzelf omdoopte tot Athletic Group.
Tijdens de jaren 1980 en 1990 raakte de warenhuisketen van FW Woolworth Company in verval, dit leidde in 1997 tot de sluiting van de laatste winkels die opereerden onder de naam Woolworth's. De Woolworth Corporation bleef wel de moedermaatschappij van Foot Locker maar veranderde in 1998 haar naam in 'Venator Group, Inc'.
Gedurende de jaren 1990 was Foot Locker verantwoordelijk voor meer dan 70% van de inkomsten van Kinney Shoe Corp., terwijl de winst van de traditionele schoenenwinkels aan het afnemen was. Venator kondigde in september 1998 aan alle resterende schoenenwinkels van Kinney Footquarters te sluiten. Het succes van de Foot Locker Stores leidde ertoe dat Venator in 2001 zijn naam veranderde in Foot Locker Inc.
In 2013 kocht Foot Locker de keten 'Runners Point' met filialen in Duitsland, Oostenrijk, Nederland en Zwitserland voor 72 miljoen euro. In 2020 maakte Foot Locker bekend alle Runners Point winkels te sluiten.

## Activiteiten
Op 28 januari 2023 telde Foot Locker in totaal 2714 winkels in 29 landen, waarvan 1846 winkels in Noord-Amerika en 706 in Europa, Midden-Oosten en Afrika. De resterende 162 winkels staan in Azië. De winkels opereren onder diverse namen waarvan de bekendste Foot Locker, Champs Sport, WSS en Atmos zijn. Van de totale omzet van US$ 8,7 miljard in 2022 werd bijna 75% gerealiseerd in Noord-Amerika. Ongeveer de helft van de verkopen betreft producten van Nike.
Het bedrijf heeft een gebroken boekjaar dat per eind januari stopt. In 2012 vierde het bedrijf de honderdste verjaardag als beursgenoteerd bedrijf op de New York Stock Exchange. In 1912 ging de voorloper van Foot Locker, F.W Woolworth Co., naar de beurs.